# Loos
Loos (wymowaⓘ) – miejscowość i gmina we Francji, w regionie Hauts-de-France, w departamencie Nord.
Według danych na rok 1990 gminę zamieszkiwało 20 657 osób, a gęstość zaludnienia wynosiła 2972 osób/km² (wśród 1549 gmin regionu Nord-Pas-de-Calais Loos plasuje się na 28. miejscu pod względem liczby ludności, natomiast pod względem powierzchni na miejscu 521.).